# Погребальная маска

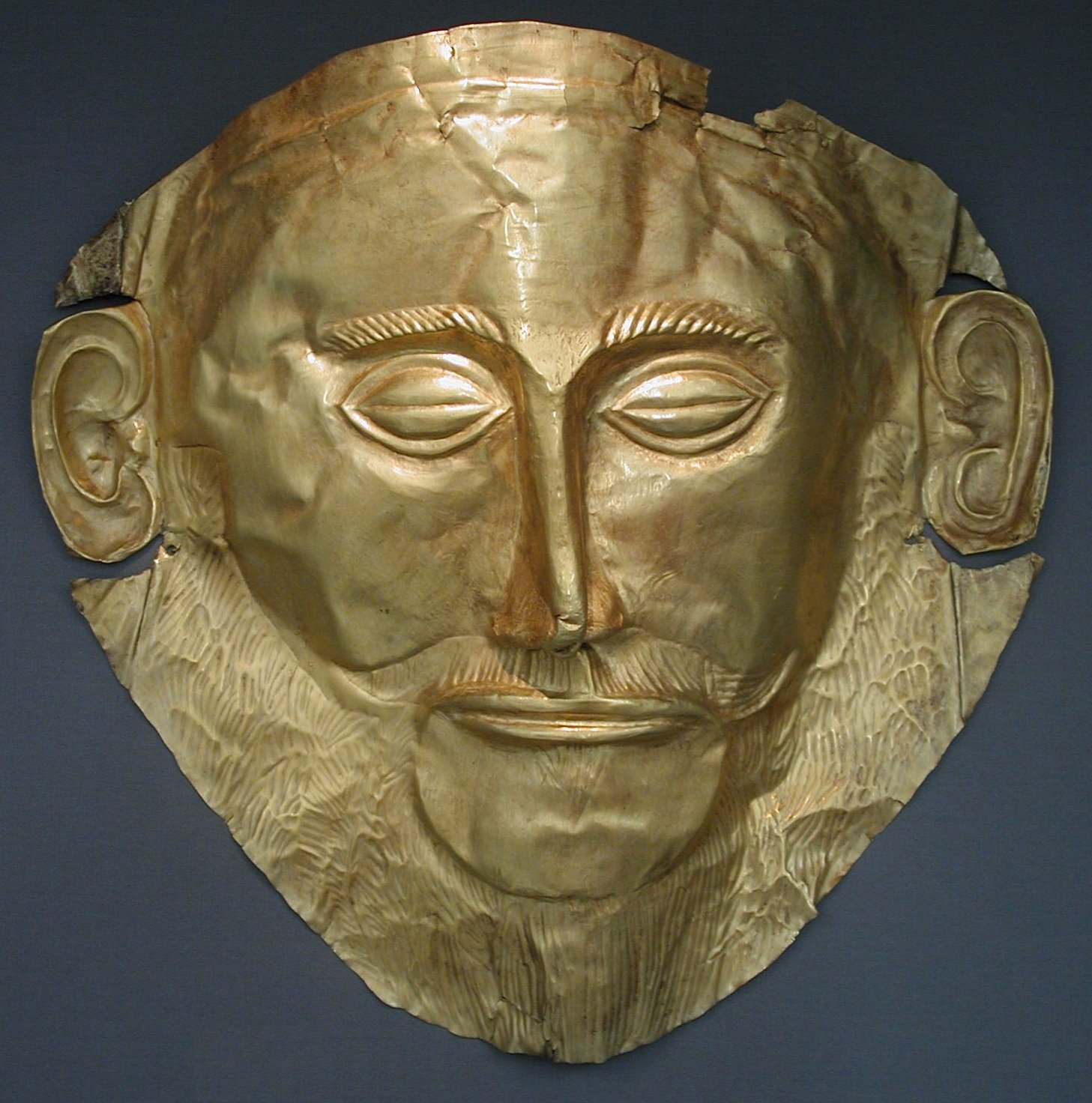
Золотая «маска Агамемнона», крито-микенская культура, XVI в. до н. э.

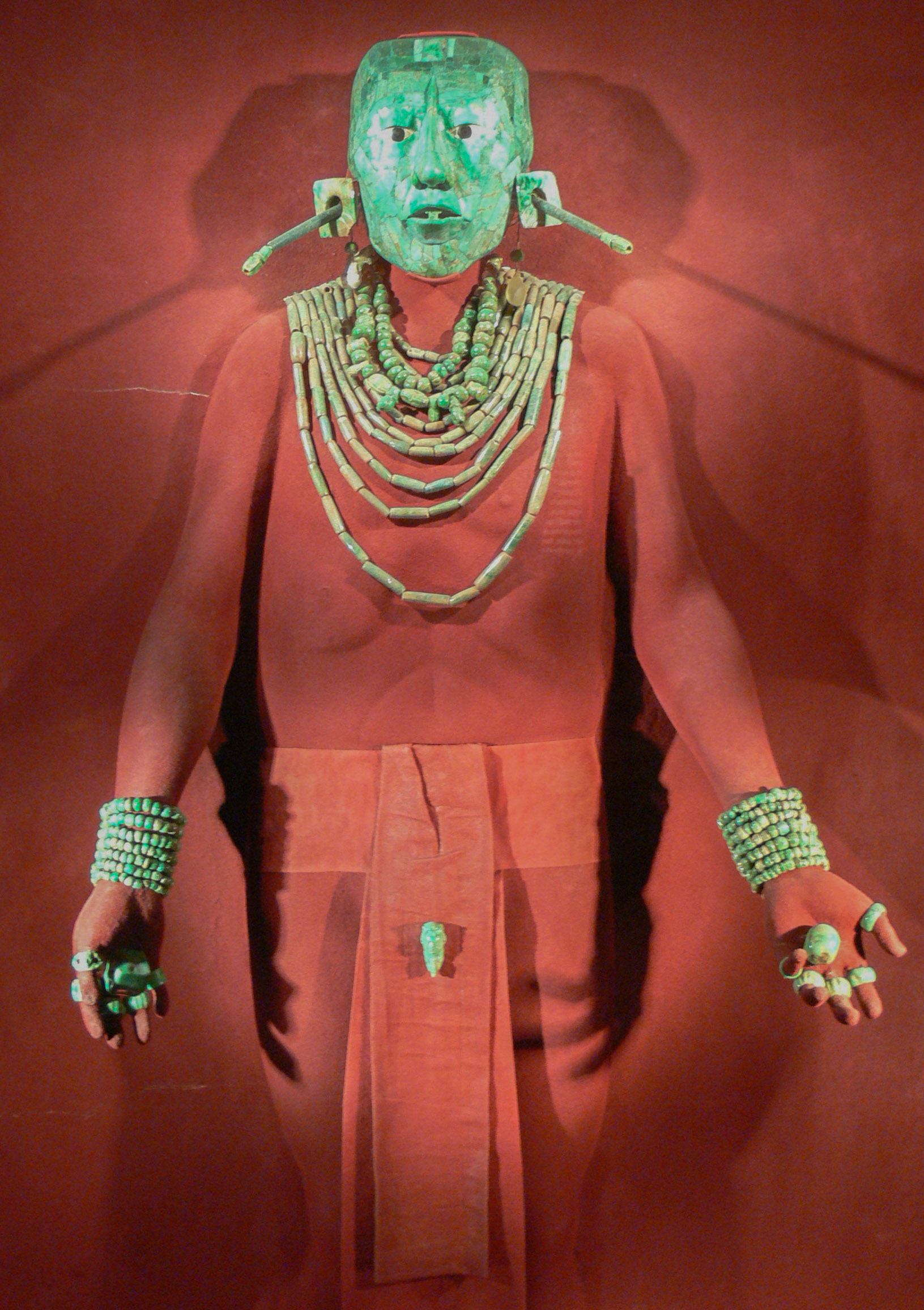
Реконструкция захоронения вождя Пакаля, маска выполнена из нефрита

Погреба́льная ма́ска — изделие декоративно-прикладного искусства, иногда из драгоценных металлов или камней (также из дерева, гипса или глины; у алеутов — из китового уса), которую в некоторых культурах клали при захоронении на лицо покойника перед погребением.
Следует отличать от посмертной маски, которая является слепком с лица усопшего и остается в мире живых в мемориальном качестве; вдобавок, в отличие от подобного слепка, портретное сходство в погребальной маске либо не обязательно, либо невозможно для достижения.
Этот обычай был связан с культом предков и представлением о загробной жизни. В Древнем Египте, как известно по письменным источникам, маска служила для сохранения изображения умершего — обиталища или условия жизни его души. Маски находят не только в погребениях: судя по всему, например, в Сибири, они применялись в погребальных обрядах (обрядовые маски), затем кидались об землю, разбивались или сжигались.
Во многих случаях эти маски индивидуальны и портретны; их изучение позволяет установить, в частности, физический тип населения соответствующего времени.
Вариантом является создание гипсом или глиной рельефа лица на черепе покойного — это называется «череп-маска».

## Примеры известных масок
- обнаружены в Ниневии и Карфагене[2]
- Крито-микенская культура — золотые маски в шахтных гробницах Микен, в особенности т. н. «Маска Агамемнона»
- Фракийские золотые маски
- Македонские золотые маски[источник не указан 1294 дня]
- Древний Египет, самый известный пример — погребальная маска Тутанхамона
- Фаюмский портрет — редкий пример не скульптурной, а живописной погребальной маски
- остров Самое (IV в. до н. э.)
- Таштыкская культура (Южная Сибирь, I—IV в. н. э.), вообще Сибирь в конце I тыс. до н. э. — VII—VIII века н. э. Эти маски раскрашивались геометрическими узорами, поэтому исследователи предполагают, что эти узоры — имитация татуировок на лице усопшего[4].
- территория Ирана
- Мезоамериканские культуры, например, индейцы майя и южноамериканские сиканская культура (Перу) и чиму — часто использовался нефрит
- Древний Китай, например, династия Ляо
- Керчь: маска из так называемой гробницы Рескупорида[5][6]
- Астана: маски были сделаны из ткани, и поверх были нашиты металлические элементы[7]